# Григорьянц, Сергей Иванович
Серге́й Ива́нович Григорья́нц (12 мая 1941, Киев — 14 марта 2023, Москва) — советский диссидент, бывший политзаключённый, журналист и литературовед, основатель и глава правозащитного фонда «Гласность».

## Биография
Отец, Григорьянц Иван Аркадьевич (Ованес Агабегович), юрист по профессии, пропал без вести во время Великой Отечественной войны.
Сергей Григорьянц учился в Киевском политехническом институте, Рижском институте инженеров гражданской авиации и на факультете журналистики МГУ.
Был автором статей в Краткой литературной энциклопедии.
В 1975 году арестован и приговорён к пяти годам заключения по обвинению в «распространении заведомо ложных измышлений, порочащих советский государственный и общественный строй» (продажа знакомому нескольких зарубежных изданий), а также в спекуляции (перепродажа рисунков и картин — Григорьянц заявлял, что его действия не выходили за рамки обычной деятельности коллекционеров, то есть обмена одних предметов на другие и освобождения коллекции от ненужных предметов).
После освобождения в 1982—1983 годах распространял в самиздате информацию о нарушениях прав человека в СССР, издавая «Бюллетень В». В 1983 году был вновь арестован и осуждён на семь лет строгого режима по обвинению в антисоветской агитации и пропаганде.
После начала Перестройки был освобождён в 1987 году в порядке помилования и сразу же возобновил правозащитную деятельность: приступил к изданию журнала «Гласность», критикующего коммунистическую систему. В мае 1989 года Григорьянц создал и возглавил профсоюз независимых журналистов, в который вошли некоторые журналисты, представлявшие независимую (самиздатскую) печать в СССР.
В знак протеста против милицейского произвола и пыточных условий содержания держал голодовку.
В мае 1988 года принял участие в создании первой оппозиционной партии СССР — Демократического союза, однако в самой партии не состоял («поскольку слишком много бесспорных стукачей и осведомителей КГБ оказались его учредителями»).
В 1990-х систематически выступал с требованием люстраций, подавал в суд на КГБ, требовал вернуть изъятый у него архив.
В январе 1995 года погиб сын диссидента, 20-летний студент Тимофей Григорьянц. Его сбила машина. Коллеги правозащитника считают, что это было местью органов госбезопасности за непримиримую критику Сергеем Григорьянцем Первой чеченской войны.
Сергей Григорьянц находился в резкой оппозиции к политике Путина, в частности, протестовал против ущемления в России демократических свобод и критиковал власти за войну в Чечне.
Скончался 14 марта 2023 года в Москве на 82-м году жизни. Прощание и отпевание прошло 18 марта в храме Покрова Пресвятой Богородицы в Медведкове. Похоронен рядом с сыном на Медведковском кладбище, местонахождение могилы — (55.864583, 37.637482).

## Награды
В 1989 году Сергей Григорьянц был награждён международной премией Всемирной газетной ассоциации «Золотое перо свободы».